# 日本農業経営学会
日本農業経営学会（にほんのうぎょうけいえいがっかい、英語: The Farm Management Society Of Japan）は、日本の学術研究団体の一つ。

## 概要
1948年設立。学術研究団体としての種別は単独学会。
農業経営に関する理論及びその応用を研究し、学術・文化および農業経営の発展に寄与することを目的としている。
国内においては日本農学会に加入している。

## 沿革
- 1948年 - 農業経営研究会設立（前身）。
- 1978年 - 日本農業経営研究会設立。
- 1983年 - 日本農業経営学会へ改称。

## 刊行物

### 農業経営研究
- 誌名（和文）：農業経営研究
- 誌名（欧文）：Japanese Journal of Farm Management
- 創刊年：1963
- 資料種別：ジャーナル（査読付き論文を含む）
- 使用言語：日英混在
- 発行形態：印刷体
- 著作権帰属先：-
- クリエイティブコモンズ：-
- 購読：有料